# Immersaria
Immersaria — рід лишайників родини Lecideaceae. Назва вперше опублікована 1989 року.